# Gran Premio di Francia 2000
Il Gran Premio di Francia 2000 è stato un Gran Premio di Formula 1 disputato il 2 luglio 2000 sul circuito di Magny Cours. La gara fu vinta da David Coulthard su McLaren - Mercedes, davanti al compagno di squadra Mika Häkkinen e a Rubens Barrichello su Ferrari.

## Vigilia

### Aspetti sportivi
Nella settimana successiva al Gran Premio del Canada, tutte le scuderie tranne la Minardi effettuarono tre giorni di test sul circuito di Magny-Cours, in preparazione per il Gran Premio di Francia. Durante i test Jos Verstappen fu autore di un violento incidente dovuto a un problema meccanico: il pilota olandese lamentò dei dolori al collo, che non gli impedirono però di partecipare alla gara.
La vigilia del Gran Premio fu caratterizzata da due importanti annunci: la McLaren prolungò il contratto di David Coulthard per la stagione successiva, al fianco del già confermato Mika Häkkinen, mentre la Honda comunicò la decisione di estendere per il 2001 alla Jordan il trattamento di team ufficiale, riservato nel 2000 alla sola BAR.

### Aspetti tecnici
Al rientro in Europa dopo la trasferta canadese, diverse scuderie (Ferrari, McLaren, Sauber e BAR) introdussero a Magny-Cours delle consistenti modifiche alle proprie monoposto. Nelle prove libere la Ferrari montò per la prima volta sulle fiancate delle F1-2000 le cosiddette "ciminiere", sfoghi supplementari per l'aria calda già impiegati in precedenza dalla McLaren e utili ad evitare di praticare delle aperture sulla carrozzeria, soluzione più impattante sull'efficienza aerodinamica della monoposto. La scuderia italiana tornò alla configurazione classica per qualifiche e gara. La Ferrari modificò, inoltre, la costruzione dell'asse presente per regolamento sul fondo delle monoposto, iniziando a realizzarla con dei materiali compositi pensati per ridurre al minimo gli attriti in caso di contatto con l'asfalto, in modo simile a quanto fatto dalla McLaren nelle gare precedenti. 
La McLaren, invece, montò nelle prove libere e in qualifica un nuovo profilo estrattore, scartato poi per warm-up e gara. La scuderia britannica si distinse anche per un'inedita collocazione asimmetrica degli specchietti retrovisori, con il destro posizionato più avanti e in basso rispetto al sinistro per garantire una migliore visibilità nella curva che precedeva il rettilineo di arrivo; questa soluzione poté essere adottata grazie ad una deroga della FIA, che imponeva la simmetricità delle vetture.
Tra le altre scuderie, le più attive furono Sauber e BAR: la scuderia svizzera modificò l'apertura delle fiancate, mentre la squadra anglo-americana montò una nuova carrozzeria e dei nuovi alettoni. Entrambe le squadre, poi, annunciarono l'introduzione di ulteriori modifiche per il successivo Gran Premio d'Austria, così come Jordan e Benetton. Infine, la Peugeot fornì alla Prost una versione evoluta del proprio V10, che fu destinata a Jean Alesi per le qualifiche. Il pilota francese criticò aspramente la guidabilità del nuovo motore, episodio che peggiorò ulteriormente i rapporti, già tesi, tra la scuderia e il motorista.

## Prove libere

### Risultati
I tempi migliori della prima sessione di prove libere di venerdì furono i seguenti:
| Pos | Nº | Pilota             | Costruttore        | Tempo    |
| --- | -- | ------------------ | ------------------ | -------- |
| 1   | 3  | Michael Schumacher | Ferrari            | 1'16"474 |
| 2   | 1  | Mika Häkkinen      | McLaren - Mercedes | 1'16"687 |
| 3   | 15 | Nick Heidfeld      | Prost - Peugeot    | 1'18"125 |

I tempi migliori della seconda sessione di prove libere di venerdì furono i seguenti:
| Pos | Nº | Pilota             | Costruttore        | Tempo    |
| --- | -- | ------------------ | ------------------ | -------- |
| 1   | 2  | David Coulthard    | McLaren - Mercedes | 1'16"253 |
| 2   | 1  | Mika Häkkinen      | McLaren - Mercedes | 1'16"687 |
| 3   | 4  | Rubens Barrichello | Ferrari            | 1'16"757 |

I tempi migliori delle sessioni di prove libere di sabato mattina furono i seguenti:
| Pos | Nº | Pilota             | Costruttore        | Tempo    |
| --- | -- | ------------------ | ------------------ | -------- |
| 1   | 2  | David Coulthard    | McLaren - Mercedes | 1'15"965 |
| 2   | 1  | Mika Häkkinen      | McLaren - Mercedes | 1'16"144 |
| 3   | 4  | Rubens Barrichello | Ferrari            | 1'16"679 |

## Qualifiche

### Resoconto
Come nelle gare precedenti, anche a Magny Cours le qualifiche furono caratterizzate da una lotta tra McLaren e Ferrari per le prime quattro posizioni. La scuderia italiana piazzò i propri piloti ai primi due posti nella prima metà della sessione, con Michael Schumacher davanti a Rubens Barrichello. David Coulthard, rallentato nelle prove libere da alcuni problemi tecnici, si inserì tra i due al primo tentativo lanciato, ma pur migliorandosi ulteriormente nelle ultime fasi delle qualifiche non riuscì a battere il tempo del pilota tedesco. Schumacher si aggiudicò quindi la pole position, pur non facendo segnare il miglior tempo parziale in nessuno dei tre settori della pista. Barrichello, momentaneamente scavalcato da Häkkinen, risalì alla fine in terza posizione, davanti al pilota finlandese della McLaren.
Alle spalle dei piloti delle scuderie in lotta per il mondiale si piazzarono Ralf Schumacher ed Eddie Irvine, con Jacques Villeneuve, Heinz-Harald Frentzen, Jarno Trulli e Jenson Button a completare il gruppo dei primi dieci. Dopo i due podi consecutivi ottenuti da Giancarlo Fisichella nelle due gare precedenti, la Benetton si rivelò poco a suo agio sul tracciato francese, con il pilota italiano relegato in quattordicesima posizione e il suo compagno di squadra Alexander Wurz diciassettesimo.

### Risultati
| Pos | Nº | Pilota                | Costruttore          | Tempo    | Distacco |
| --- | -- | --------------------- | -------------------- | -------- | -------- |
| 1   | 3  | Michael Schumacher    | Ferrari              | 1'15"632 |          |
| 2   | 2  | David Coulthard       | McLaren - Mercedes   | 1'15"734 | +0"102   |
| 3   | 4  | Rubens Barrichello    | Ferrari              | 1'16"047 | +0"415   |
| 4   | 1  | Mika Häkkinen         | McLaren - Mercedes   | 1'16"050 | +0"418   |
| 5   | 9  | Ralf Schumacher       | Williams - BMW       | 1'16"291 | +0"659   |
| 6   | 7  | Eddie Irvine          | Jaguar - Cosworth    | 1'16"399 | +0"767   |
| 7   | 22 | Jacques Villeneuve    | BAR - Honda          | 1'16"653 | +1"021   |
| 8   | 5  | Heinz-Harald Frentzen | Jordan - Mugen Honda | 1'16"658 | +1"026   |
| 9   | 6  | Jarno Trulli          | Jordan - Mugen Honda | 1'16"669 | +1"037   |
| 10  | 10 | Jenson Button         | Williams - BMW       | 1'16"905 | +1"273   |
| 11  | 8  | Johnny Herbert        | Jaguar - Cosworth    | 1'17"176 | +1"544   |
| 12  | 17 | Mika Salo             | Sauber - Petronas    | 1'17"223 | +1"591   |
| 13  | 18 | Pedro de la Rosa      | Arrows - Supertec    | 1'17"279 | +1"647   |
| 14  | 11 | Giancarlo Fisichella  | Benetton - Playlife  | 1'17"317 | +1"685   |
| 15  | 16 | Pedro Diniz           | Sauber - Petronas    | 1'17"374 | +1"729   |
| 16  | 15 | Nick Heidfeld         | Prost - Peugeot      | 1'17"387 | +1"742   |
| 17  | 12 | Alexander Wurz        | Benetton - Playlife  | 1'17"408 | +1"716   |
| 18  | 14 | Jean Alesi            | Prost - Peugeot      | 1'17"569 | +1"937   |
| 19  | 23 | Ricardo Zonta         | BAR - Honda          | 1'17"668 | +2"036   |
| 20  | 19 | Jos Verstappen        | Arrows - Supertec    | 1'17"993 | +2"361   |
| 21  | 20 | Marc Gené             | Minardi - Fondmetal  | 1'18"130 | +2"498   |
| 22  | 21 | Gastón Mazzacane      | Minardi - Fondmetal  | 1'18"302 | +2"671   |

## Warm-up
In reazione alle dichiarazioni di Jean Alesi, che aveva duramente criticato il rendimento del motore evoluto portato in pista dalla Peugeot, i tecnici della casa transalpina si rifiutarono di avviare il propulsore della monoposto del pilota francese nei primi cinque minuti della sessione. La clamorosa protesta incrinò ulteriormente i rapporti tra la scuderia e il motorista, già deteriorati da tempo.

### Risultati
I tempi migliori fatti segnare nel warm up di domenica mattina furono i seguenti:
| Pos | No | Pilota             | Costruttore        | Tempo    |
| --- | -- | ------------------ | ------------------ | -------- |
| 1   | 1  | Mika Häkkinen      | McLaren - Mercedes | 1'19"329 |
| 2   | 2  | David Coulthard    | McLaren - Mercedes | 1'19"507 |
| 3   | 3  | Michael Schumacher | Ferrari            | 1'19"960 |

## Gara

### Resoconto
Alla partenza Coulthard scattò meglio di Schumacher, affiancandolo, ma fu stretto dal pilota della Ferrari e dovette cedere la seconda posizione a Barrichello. Häkkinen mantenne la quarta posizione, mentre Villeneuve e Frentzen passarono dalla quarta fila al quinto e sesto posto. Al 12º giro Heidfeld tamponò il compagno di squadra Alesi; proprio il pilota francese ed Herbert furono i primi a rifornire. Al 22º passaggio Coulthard superò Barrichello, in crisi di gomme; il brasiliano effettuò la sua prima sosta al 25º giro, rientrando in pista alle spalle anche di Häkkinen, che aveva già rifornito in precedenza così come Ralf Schumacher, Frentzen e Villeneuve.
Liberatisi di Barrichello, i due piloti della McLaren cominciarono a ridurre il distacco da Michael Schumacher, anche lui in crisi a causa dell'usura degli pneumatici. Coulthard attaccò il pilota tedesco una prima volta al 33º giro, senza riuscire nel proprio intento; sette tornate più tardi il pilota scozzese portò a termine la manovra, cominciando subito a distanziare il rivale. Anche Häkkinen raggiunse Schumacher, senza però riuscire a sopravanzarlo neppure nel corso della seconda sosta ai box, al 43º giro.
Alle spalle dei primi quattro Ralf Schumacher conquistò la sesta piazza superando Trulli nel corso del 53º giro. Durante il 59º passaggio sulla Ferrari di Schumacher il propulsore cedette, costringendo il tedesco al ritiro e consegnando alla McLaren una facile doppietta, con Coulthard davanti a Häkkinen. Terzo chiuse Barrichello, seguito da Villeneuve, Ralf Schumacher e Trulli. Nel Campionato Piloti, il ritiro di Schumacher riaprì la lotta per la vittoria finale, con Coulthard che si portò a meno dodici ed Häkkinen a meno diciotto; nel Campionato Costruttori la McLaren recuperò nettamente sulla Ferrari, portandosi a sei lunghezze.

### Risultati
| Pos | Nº | Pilota                | Costruttore          | Giri | Tempo/Ritiro e posizione al ritiro | Partenza | Punti |
| --- | -- | --------------------- | -------------------- | ---- | ---------------------------------- | -------- | ----- |
| 1   | 2  | David Coulthard       | McLaren - Mercedes   | 72   | 1h38'05"538                        | 2        | 10    |
| 2   | 1  | Mika Häkkinen         | McLaren - Mercedes   | 72   | +14"748                            | 4        | 6     |
| 3   | 4  | Rubens Barrichello    | Ferrari              | 72   | +32"409                            | 3        | 4     |
| 4   | 22 | Jacques Villeneuve    | BAR - Honda          | 72   | +1'01"322                          | 7        | 3     |
| 5   | 9  | Ralf Schumacher       | Williams - BMW       | 72   | +1'03"981                          | 5        | 2     |
| 6   | 6  | Jarno Trulli          | Jordan - Mugen Honda | 72   | +1'15"605                          | 9        | 1     |
| 7   | 5  | Heinz-Harald Frentzen | Jordan - Mugen Honda | 71   | + 1 giro                           | 8        |       |
| 8   | 10 | Jenson Button         | Williams - BMW       | 71   | + 1 giro                           | 10       |       |
| 9   | 11 | Giancarlo Fisichella  | Benetton - Playlife  | 71   | + 1 giro                           | 14       |       |
| 10  | 17 | Mika Salo             | Sauber - Petronas    | 71   | + 1 giro                           | 12       |       |
| 11  | 16 | Pedro Diniz           | Sauber - Petronas    | 71   | + 1 giro                           | 15       |       |
| 12  | 15 | Nick Heidfeld         | Prost - Peugeot      | 71   | + 1 giro                           | 16       |       |
| 13  | 7  | Eddie Irvine          | Jaguar - Cosworth    | 70   | + 2 giri                           | 6        |       |
| 14  | 14 | Jean Alesi            | Prost - Peugeot      | 70   | + 2 giri                           | 18       |       |
| 15  | 20 | Marc Gené             | Minardi - Fondmetal  | 70   | + 2 giri                           | 21       |       |
| Rit | 3  | Michael Schumacher    | Ferrari              | 58   | Motore (2°)                        | 1        |       |
| Rit | 18 | Pedro de la Rosa      | Arrows - Supertec    | 45   | Trasmissione (17°)                 | 13       |       |
| Rit | 12 | Alexander Wurz        | Benetton - Playlife  | 34   | Freni (16°)                        | 17       |       |
| Rit | 21 | Gastón Mazzacane      | Minardi - Fondmetal  | 31   | Testacoda (19°)                    | 22       |       |
| Rit | 19 | Jos Verstappen        | Arrows - Supertec    | 25   | Trasmissione (14°)                 | 20       |       |
| Rit | 8  | Johnny Herbert        | Jaguar - Cosworth    | 20   | Cambio (21°)                       | 11       |       |
| Rit | 23 | Ricardo Zonta         | BAR - Honda          | 16   | Freni (17°)                        | 19       |       |

## Classifiche

### Piloti
| Pos. | Pilota                | Punti |
| ---- | --------------------- | ----- |
| 1    | Michael Schumacher    | 56    |
| 2    | David Coulthard       | 44    |
| 3    | Mika Häkkinen         | 38    |
| 4    | Rubens Barrichello    | 32    |
| 5    | Giancarlo Fisichella  | 18    |
| 6    | Ralf Schumacher       | 14    |
| 7    | Jacques Villeneuve    | 8     |
| 8    | Jarno Trulli          | 6     |
| 9    | Heinz-Harald Frentzen | 5     |
| 10   | Eddie Irvine          | 3     |
| 10   | Jenson Button         | 3     |
| 10   | Mika Salo             | 3     |
| 13   | Jos Verstappen        | 2     |
| 14   | Ricardo Zonta         | 1     |
| 14   | Pedro de la Rosa      | 1     |

### Costruttori
| Pos. | Team                 | Punti |
| ---- | -------------------- | ----- |
| 1    | Ferrari              | 88    |
| 2    | McLaren - Mercedes   | 82    |
| 3    | Benetton - Playlife  | 18    |
| 4    | Williams - BMW       | 17    |
| 5    | Jordan - Mugen Honda | 11    |
| 6    | BAR - Honda          | 9     |
| 7    | Jaguar - Cosworth    | 3     |
| 7    | Arrows - Supertec    | 3     |
| 7    | Sauber - Petronas    | 3     |